# 유기몬인노 이치조노쓰보네
유기몬인노 이치죠노츠보네(일본어: 遊義門院一条局 ゆうぎもんいんのいちじょうのつぼね[*])는 가마쿠라 시대 후기의 여성이다. 공경 사이온지 사네토시 (하시모토 사네토시)의 딸이다. 도쿠지 연간 (1306년 -  1308년) 경, 타카히토 친왕 (후의 고다이고 천황)과의 사이에서 2황자 토키요시 친왕을 두었다. 그 외의 사료가 부족하고, 상세한 내용이 불분명한 인물이다.

## 생애
『마스카가미(増鏡)』 「봄의 이별(春の別れ)」에 의하면, 고다이고 천황의 2황자 토키요시 친왕의 어머니는 「사이온지의 재상 중장 사네토시의 딸(西園寺の宰相中将実俊の女)」이라고 하는 인물이었다. 그리고, 토키요시는 쇼케이몬인 (토키요시의 큰어머니뻘인 키시 내친왕)에게 길러졌고, 현신 "노치노산보"의 한명인 키타바타케 치카후사가 유부 (교육 담당)를 지냈다고 한다. 왜, 토키요시가 친모가 아닌 큰어머니 쇼케이몬인에게 양육되었는지는 이유가 적혀있지 않다. 이치죠노츠보네가 출산 직후 사망했을 수도 있다.
토키요시의 출생년도에 대해서는 히라타 토시하루와 모리 시게아키는 도쿠지 연간 (1306년 -  1308년)으로 추측하고 있다.
사료가 적어, 친왕 시절의 고다이고 천황과 유기몬인노 이치죠노츠보네가 상기 이외의 어떤 관계였는지는 불분명하다. 하지만, 황자 토키요시 친왕이 고다이고에게 장래를 촉망받아 극진히 교육된 것은 확실하다. 토키요시는 요절했지만, 그때의 고다이고의 탄식과 애틋함은 지극히 깊었다고 한다 (『마스카가미(増鏡)』 「むら時雨」).

## 『존비분맥』
『존비분맥(尊卑分脈)』 사이온지가 가계도에서는 사네토시의 세명의 딸 중 가장 오른쪽에 기록되어 있는 인물로, 「태재사 토키요시 친왕의 어머니(太宰帥世良親王母)／유기몬인노 이치죠노츠보네(遊義門院一条局)」라고 쓰여있다. 후대의 사료에서 유기몬인노 이치죠노츠보네의 아들로 여겨지는 고우다 천황의 황자 세이쇼 법친왕 등은 적혀 있지 않다.

## 『본조황윤소운록』
『본조황윤소운록(本朝皇胤紹運録)』 고다이고 천황의 족보에서는 토키요시 친왕의 어머니는 "미키 사네토시쿄의 딸"로, 통칭 "유기몬인노 이치죠"라고 쓰여있다. 도, 쇼고인 손친 법친왕 (에존, 죠손으로 개명)도 낳았다고 하는데, 손친은 카메야마 상황 (고다이고의 할아버지)과 민부쿄노산미 (모리요시 친왕의 어머니)의 황자이므로, 어떠한 착오가 있다. 또, 금림니중 (유기몬인을 추모하기 위한 절의 비구니)이 된 황녀도 낳았다고 한다.
한편, 『본조황윤소운록(本朝皇胤紹運録)』 고우다 천황의 족보에서는, 고다이고 아버지의 고우다의 황자인 요시하루 친왕 (다이카쿠지 쇼세이 법친왕)의 어머니가 「이치죠노츠보네. 미키 좌중장 사네토시의 딸 (一条局。三木左中将実俊卿女)」이라고 되어있다.

## 같이 보기
- 사이온지 키시 - 고다이고 천황의 중궁. 후의 황태후. 유기몬인노 이치죠노츠보네의 조카